# Difeomorfisme
En matemàtiques, i més concretament en geometria diferencial, un difeomorfisme és un isomorfisme dins la categoria de les varietats diferenciables: és una aplicació invertible entre dues varietats diferenciables tal que transporta l'estructura diferenciable d'una en l'estructura diferenciable de l'altra. Això s'aplica en particular als difeomorfismes entre conjunts oberts d'espais euclidians que apareixen en el càlcul infinitesimal.

La imatge d'una graella rectangular transformada per un difeomorfisme del quadrat en ell mateix.

## Definició
Donades dues varietats diferenciables M i N, una aplicació bijectiva f entre M i N s'anomena difeomorfisme si tant {\displaystyle f\colon M\to N} com la seva inversa {\displaystyle f^{-1}\colon N\to M} són aplicacions diferenciables.
Quan no s'explicita el grau de diferenciabilitat s'entén que es tracta d'aplicacions infinitament diferenciables, o, dit altrament, de classe {\displaystyle C^{\infty }}. Quan es consideren aplicacions de classe {\displaystyle \mathrm {C} ^{k}}, es parla de difeomorfisme de classe {\displaystyle \mathrm {C} ^{k}}.
Dues varietats diferenciables M i N es diuen difeomorfes (cosa que es representa a vegades per {\displaystyle M\simeq N}) quan existeix un difeomorfisme entre elles.
Dues varietats difeomorfes són idèntiques des del punt de vista de l'estructura diferenciable: les àlgebres de funcions diferenciables són isomorfes, les àlgebres de Lie dels seus camps vectorials són isomorfes, etc.
La definició de difeomorfisme s'aplica en particular a les aplicacions entre conjunts oberts d'espais euclidians, ja que aquests conjunts tenen de manera natural una estructura diferenciable. En el context del càlcul infinitesimal, els difeomorfismes tenen una gran importància per diverses raons, entre elles la seva rellevància en el teorema de la funció inversa i el seu ús en el càlcul d'integrals mitjançant canvis de variables (teorema del canvi de variables).

## Propietats
L'aplicació identitat és un difeomorfisme,
la composició de difeomorfismes és un difeomorfisme, 
i l'aplicació inversa d'un difeomorfisme és un difeomorfisme.
Aquestes propietats impliquen que el conjunt dels difeomorfismes d'una varietat M en ella mateixa és un grup, a vegades denotat per Diff(M).
En una varietat diferenciable M de dimensió n, les cartes del seu atles són de fet tots els difeomorfismes entre oberts de M i oberts de Rn.
Els canvis de coordenades també són difeomorfismes.
Atès que tota aplicació diferenciable és contínua, tot difeomorfisme entre varietats diferenciables és automàticament un homeomorfisme, és a dir, una bijecció contínua amb inversa contínua. Tanmateix, una bijecció diferenciable pot no ser un difeomorfisme.
Exemple L'aplicació {\displaystyle f\colon \mathbf {R} \to \mathbf {R} } definida per {\displaystyle f(x)=x^{3}} és bijectiva, amb inversa {\displaystyle f^{-1}(y)=y^{1/3}}. f és de classe {\displaystyle \mathrm {C} ^{\infty }}, mentre que la seva inversa només és contínua (no és diferenciable en 0). Per tant, f és un homeomorfisme que no és un difeomorfisme.
El concepte de difeomorfisme està estretament relacionat amb el concepte de difeomorfisme local. Un difeomorfisme sempre és un difeomorfisme local. Recíprocament, un difeomorfisme local bijectiu és un difeomorfisme. Doncs, per a comprovar que una aplicació 
{\displaystyle f\colon M\to N} és un difeomorfisme basta veure que és bijectiva i que és un difeomorfisme local, i això darrer es pot comprovar mitjançant el teorema de la funció inversa: f és un difeomorfisme local sii, per a tot punt {\displaystyle x\in M}, l'aplicació tangent
{\displaystyle {\rm {T}}_{x}f\colon {\rm {T}}_{x}M\to {\rm {T}}_{f(x)}N} és una aplicació lineal bijectiva.
Exemple L'aplicació {\displaystyle f\colon \mathbf {R} ^{2}\to \mathbf {R} ^{2}} definida per {\displaystyle f(x,y)=(e^{x}\cos y,e^{x}\sin y)} és un difeomorfisme local, però no és un difeomorfisme, ja que no és ni injectiva ni suprajectiva.
D'acord amb l'anterior, dues varietats diferenciables només poden ser difeomorfes si tenen la mateixa dimensió, ja que els respectius espais tangents han de tenir la mateixa dimensió.

## Tipus especials de difeomorfismes
Els isomorfismes de les varietats diferenciables dotades d'alguna estructura suplementària són difeomorfismes que reben un nom específic. Alguns dels més importants són:
- Isometria: isomorfisme de varietats pseudoriemannianes, és a dir, difeomorfisme que preserva les mètriques respectives.
- Simplectomorfisme: isomorfisme de varietats simplèctiques, és a dir, difeomorfisme que preserva les formes simplèctiques.

## Grups uniparamètrics de transformacions
En una varietat diferenciable M, un camp vectorial X (de classe Ck, amb k almenys 1) defineix una equació diferencial, la integració de la qual dona lloc a les corbes integrals i al flux de X. Si el camp vectorial és complet, el flux té la forma {\displaystyle F\colon \mathbf {R} \times M\to M}, i les aplicacions {\displaystyle F^{t}=F(t,\cdot )} són difeomorfismes de classe Ck de M. Compleixen que {\displaystyle F^{0}=\mathrm {Id} }, {\displaystyle F^{t+s}=F^{t}\circ F^{s}}, de manera que formen un grup uniparamètric de transformacions de M. Quan el camp vectorial no és complet, els difeomorfismes del seu flux no estan definits globalment, sinó en oberts més petits de M (en aquest cas es parla de grup uniparamètric local de transformacions de M).
Exemple En M=Rn l'equació diferencial lineal de la forma x' = Ax té com a flux els difeomorfismes {\displaystyle F^{t}(x)=\exp(At)x}.
Exemple En M=R l'equació diferencial x' = x² té com a flux els difeomorfismes {\displaystyle F^{t}(x)=x/(1-xt)}. Tanmateix, només F0 = Id està definit en tot M; per a t > 0, Ft està definit en l'obert {\displaystyle U_{t}=]-1/t,+\infty [}, i quelcom semblant passa per a t < 0.

## Varietats homeomorfes i varietats difeomorfes
Construir un homeomorfisme que no sigui difeomorfisme és relativament senzill. És molt més complicat trobar dues varietats diferenciables homeomorfes però que no siguin difeomorfes.
Això només es pot aconseguir en dimensions més grans o iguals que 4.
El primer exemple de varietats homeomorfes no difeomorfes fou obtingut en dimensió 7 per John Milnor l'any 1956. Milnor va provar que l'esfera {\displaystyle \mathbf {S} _{7}} posseeix diverses estructures diferenciables no isomorfes (esferes exòtiques), les quals va classificar amb Michel Kervaire l'any 1963.
Un exemple més extrem ocorre en dimensió 4. A principis dels anys 80 del segle xx, els treballs de Simon Donaldson i Michael Freedman portaren al descobriment dels {\displaystyle \mathbf {R} ^{4}} exòtics. Si bé en dimensió n diferent de 4 l'espai euclidià {\displaystyle \mathbf {R} ^{n}} té essencialment una única estructura diferenciable, en dimensió 4 hi ha una infinitat no numerable de varietats diferenciables homeomorfes a {\displaystyle \mathbf {R} ^{4}} però no difeomorfes entre elles.